# Снопот (Калужская область)
Снопот — деревня в Спас-Деменском районе Калужской области России. Административный центр сельского поселения «Деревня Снопот».

## Физико-географическая характеристика
Располагается в 25 км от Спас-Деменска и 200 км от Калуги.

## Население
1. Н/Д[4]

1. Н/Д[5]

2010 год — 7 жителей.

2013 год — 13 жителей.

## Инфраструктура
Крупнейшее предприятие  — бывший совхоз «Родина».
По состоянию на 2013 год отсутствовали: начальная школа, детсад.
Работают фельдшерско-акушерский пункт (ФАП) площадью 40 м², сельский клуб на 50 мест, библиотека (библиотечный фонд — 4800 книг), детская спортивная площадка, спортзал.